# Tidye Pickett
Theodora Ann „Tidye“ Pickett, verh. Phillips, (* 3. November 1914 in Chicago; † 17. November 1986 in Chicago Heights) war eine US-amerikanische Leichtathletin. Sie war die erste afroamerikanische Frau, die die Vereinigten Staaten bei Olympischen Spielen vertrat.

## Werdegang
Tidye Pickett wuchs im Chicagoer Stadtviertel Englewood auf. Sie war die Tochter von Sarah und Louis Pickett und hatte einen zwei Jahre älteren Bruder, Charlie. Ihr Vater arbeitete als Vorarbeiter in einer Gießerei und ihre Mutter als Angestellte in einer Fabrik. Die Familie wohnte gegenüber dem Washington Park, wo Rennen für Jungen und Mädchen veranstaltet wurden. Ihren ersten organisierten Mannschaftswettkampf bestritt sie in der Leichtathletikmannschaft, die vom Carter School Playground gesponsert wurde. Beim großen AAU-Meeting 1929 in Chicago, an dem 1100 Mädchen in mehreren Altersklassen ab elf Jahren teilnahmen, wurde Pickett Zweite im 50-Meter-Lauf der 13- bis 14-Jährigen. Im Januar 1932 machte sie in der Chicago Tribune Schlagzeilen, als sie für das Board of Education Playground Team (ein gemeinsames Team aus mehreren Spielplätzen) antrat und den nationalen 50-Yard-Hallenrekord einstellte.
Schließlich wurde John Brooks auf sie aufmerksam, ein Sportler der University of Chicago, der später im Weitsprung bei Olympischen Spielen teilnahm. Als er Picketts Potenzial erkannte, bot er ihren Eltern an, sie zu trainieren. Sie trat für den Chicago Park District und die Englewood High School an.
1932 wurden Tidye Pickett sowie Louise Stokes, eine Afroamerikanerin aus Massachusetts, zu den nationalen Vorentscheidungen für die 4-mal-100-Meter-Staffel bei den Olympischen Spielen 1932 in Los Angeles eingeladen. Die Teilnahme von Pickett und Stokes an den olympischen Leichtathletikwettbewerben war umstritten, nicht nur wegen ihrer Hautfarbe, sondern auch wegen ihres Geschlechts. Erst 1928 in Amsterdam waren Frauen bei den Olympischen Spielen in diesen Disziplinen angetreten; zuvor waren sie nur in „weniger anstrengenden“ Sportarten wie Golf, Tennis oder Bogenschießen zugelassen.
Stokes wurde bei den Vorentscheidungen Vierte im 100-Meter-Lauf und Pickett Sechste, weshalb Stokes in die Mannschaft aufgenommen und Pickett als Ersatzläuferin nominiert wurde. Im Vorfeld der Spiele waren die beiden schwarzen Läuferinnen Schikanen ausgesetzt: In Denver, im Zug auf dem Weg nach Los Angeles, wurden die anderen Mitglieder der Delegation in einem noblen Hotel einquartiert, von Journalisten interviewt und mit einem Bankett im Ballsaal des Hotels geehrt. Pickett und Stokes waren nicht eingeladen: Sie mussten sich ein Zimmer unter dem Dach teilen und das Abendessen von Tabletts einnehmen. Als der Zug in Richtung Kalifornien weiterfuhr, schüttete die Teamkollegin Babe Didrikson Zaharias einen Krug mit Eiswasser auf die in einem Stockbett schlafenden Pickett und Stokes, weil sie gegen die Nominierung von afroamerikanischen Mitgliedern in der Mannschaft war. Pickett stellte Didrikson zur Rede, die sich jedoch nicht entschuldigte. In Los Angeles angekommen, trainierte man gemeinsam, aber abends aßen die weißen und die schwarzen Sportlerinnen getrennt. Schließlich wurden die beiden schwarzen Läuferinnen im olympischen Wettbewerb durch weiße Sportlerinnen, die sich nicht regulär bei den Vorentscheidungen qualifiziert hatten, ersetzt. Bis zu ihrem Lebensende war Pickett überzeugt, dass nicht Leistung, sondern Vorurteile („prejudice, not slowness“) dafür den Ausschlag gaben.
1935 gehörte Pickett zu einem Team aus Chicago, das einen kanadischen Rekord für die 400-Meter-Staffel aufstellte. Der Defender vermerkte „stolz“, dass sie „das einzige farbige Mädchen im gesamten Team des Chicago Park District“ war. Sie spielte auch bei den besten afroamerikanischen Basketball-Frauenteams der Stadt.
Picketts persönliche Bestzeit im 80-Meter-Hürdenlauf betrug 12,1 Sekunden, aufgestellt im Jahre 1936. Bei den Vorentscheidungen zur Teilnahme an den Olympischen Spielen 1936 in Berlin erreichte sie am 5. August 1936 beim zweiten Vorlauf im 80-Meter-Hürdenlauf Platz drei mit einer Zeit von 12,4 Sekunden. Damit war sie qualifiziert, da die ersten drei eines jeden Laufes in die Entscheidung kamen. Sie war damit die erste afroamerikanische Frau, die die Vereinigten Staaten bei Olympischen Spielen vertrat. Sie erreichte das Halbfinale, stürzte dann aber an der zweiten Hürde und brach sich den Fuß.
Da die kommenden Olympischen Spiele wegen des Zweiten Weltkriegs abgesagt wurden, erhielten Pickett und Stokes keine weiteren Chancen, an Olympischen Spielen teilzunehmen. Pickett spielte ab 1939 professionell Basketball, unter anderem in einem Show-Team ähnlich den Harlem Globetrotters, den Chocolate Coeds. 1939 ging sie ihre erste Ehe ein und nach der Scheidung eine zweite, aus der drei Töchter stammten. 1956 erwarb sie ihren Bachelor-Abschluss am Pestalozzi Froebel Teachers College in Chicago und ihren Master-Abschluss in Pädagogik an der Northern Illinois University. Ab 1958 arbeitete sie als Lehrerin und war 23 Jahre lang Direktorin der Grundschule des Bezirks 169 in Ford Heights, Illinois. Nach ihrer Pensionierung im Jahr 1980 wurde die Schule in Tidye A. Phillips Elementary School umbenannt (2006 wurde die Schule geschlossen). 1984 wurde sie zu den Olympischen Spielen nach Los Angeles eingeladen, konnte dieser Einladung aber aus gesundheitlichen Gründen nicht folgen. Sie starb zwei Jahre später nach langer Krankheit im Alter von 72 Jahren.